# John Bøhleng
John Bøhleng Olsen (3 aprile 1910 – 15 maggio 1987) è stato un calciatore norvegese, di ruolo centrocampista.

## Carriera

### Club
Bøhleng giocò con le maglie di Hugin, Dæhlenengen e Skeid.

### Nazionale
Conta una presenza per la Norvegia. Il 20 giugno 1933, infatti, fu in campo nella vittoria per 4-2 contro una selezione amatoriale ungherese.

## Palmarès

### Club

#### Competizioni nazionali
- Coppa di Norvegia: 1

Skeid: 1947